# Apparat
Apparat, pseudonimo di Sascha Ring (Quedlinburg, 27 giugno 1978), è un musicista tedesco.
Si occupa di musica elettronica, sebbene unisca nella sua musica vari generi.
Pubblica i suoi dischi su Shitkatapult Records, un'etichetta di cui è anche proprietario.

## Biografia
Apparat vive e lavora a Berlino. All'inizio della sua carriera componeva musica techno orientata soprattutto all'ambito dance-floor, ma in pochi anni ha sviluppato caratteristiche sonore più vicine al mondo ambient. Recentemente ha dichiarato che è "più interessato nel disegnare suoni piuttosto che semplici beats".
Nel 1997 Apparat si è trasferito a Berlino. Egli ricorda questo evento come una tappa fondamentale della sua carriera ed una delle decisioni più riuscite della sua vita. Lì incontra diverse personalità tra cui T. Raumschmiere, con cui diventerà comproprietario dell'etichetta di produzioni ShitKatapult Records per la quale sono finora uscite la maggior parte delle sue produzioni.
Nel 2004 ha partecipato ad una delle session di John Peel e le rielaborazioni delle registrazioni sono in parte finite sull'Ep Silizium.
Nel 2006 ha collaborato con Ellen Allien nell'album Orchestra of Bubbles.
Nel 2007 ha creato una propria band, con Raz Ohara al piano e Jörg Waehner alla batteria, componendo così le musiche per l'album Walls. Importante, nei loro live, è la collaborazione con gli artisti visuali tedeschi Transforma.
Nel 2009 assieme agli amici Modeselektor ha ripreso il progetto Moderat, nato a Berlino nel 2002 con il primo EP Auf Kosten der Gesundheit, ma mai portato avanti fino al 2009 per disaccordi artistici e di pianificazione dello stesso. Tutto ciò pubblicando un album dallo stesso titolo del progetto che ha riscosso un ottimo successo di critica; l'album è uscito su etichetta BPitch Control.
Nell'aprile dello stesso anno ha ricevuto il premio Qwartz Dancefloor in occasione della quinta edizione dei Qwartz Electronic Music Awards.
Nel 2014 firma la colonna sonora del film Il giovane favoloso, basato sulla vita di Giacomo Leopardi e diretto da Mario Martone, e nel 2018 quella del film Capri-Revolution, diretto sempre da Martone.
Il suo pezzo più celebre, Goodbye, venne utilizzato nelle serie televisive Breaking Bad, Dark, Maltese - Il romanzo del Commissario, nel film Il giovane favoloso e nel trailer del film Prisoners. Dal 2017 al 2020 il brano è stato usato come sigla della serie tedesca Dark, prodotto di punta di Netflix.
Nel 2020 pubblica la serie di quattro capitoli Soundtracks, che raccoglie le colonne sonore da lui composte, fra cui quella di Dämonen, un'opera teatrale basata su I demoni di Fëdor Dostoevskij.

## Stile
Lo stile dell'artista non si limita ad un solo genere ma miscela musica elettronica, IDM, glitch, la Techno, la beat sperimentando contaminazioni con la musica classica, di cui utilizza prevalentemente gli archi.

## Discografia

### Album
- Multifunktionsebene (Shitkatapult, 2001)
- Duplex (Shitkatapult, 2003)
- Orchestra of Bubbles (BPitch Control, 2006) con Ellen Allien
- Walls (Shitkatapult, 2007)
- Things to Be Frickled (Shitkatapult, 2008)
- Moderat (BPitch Control, 2009) con Modeselektor (come Moderat)
- Dj Kicks: Apparat (Studio !K7, 2010)
- The Devil's Walk (Mute, 2011)
- Krieg und Frieden (Music for Theatre) (Mute, 2013)
- II (Monkeytown Records, 2013) con Modeselektor (come Moderat)
- III (Monkeytown Records, 2016) con Modeselektor (come Moderat)
- LP5 (Mute, 2019)
- Soundtracks: Capri-Revolution (2020)
- Soundtracks: Stay Still (2020)
- Soundtracks: Dämonen (2020)
- Soundtracks: Equals Sessions (2020)

### Singoli ed EP
- Algorythm (2001)
- Tttrial and Eror (Shitkatapult, 2002)
- Auf Kosten Der Gesundheit (BPitch Control, 2003) con Modeselektor
- Koax (2003)
- Can't Computerize It (2004)
- Duplex.Remixes (Shitkatapult, 2004)
- Shapemodes (2004)
- Silizium (Shitkatapult, 2005)
- Impulsive! Revolutionary Jazz Reworked (Impulse! Records, 2005)
- Berlin, Montreal, Tel Aviv (Shitkatapult, 2006)
- Holdon (Shitkatapult, 2007)
- Arcadia Rmxs (Shitkatapult, 2008)
- L'uomo Feat. Apparat - Love You All (Huume, 2008)
- Sayulita (DJ-Kicks) (Studio !K7, 2010)

### Colonne sonore
- Traumland, regia di Petra Volpe (2013)
- Il giovane favoloso, regia di Mario Martone (2014)
- Capri-Revolution, regia di Mario Martone (2018)
- Stay Still, regia di Elisa Mishto (2019)
- Dark, prodotta da Netflix (2020)